# Endosamara racemosa
Endosamara racemosa là một loài thực vật có hoa trong họ Đậu. Loài này được William Roxburgh mô tả khoa học đầu tiên trong tập 3 sách Flora indica xuất bản năm 1832 (sau khi ông mất), dù ông đã công bố tên gọi (thiếu phần mô tả) từ năm 1814 trong sách Hortus Bengalensis. Năm 1984, Robert Geesink thiết lập chi Endosamara và chuyển nó như là loài điển hình và duy nhất của chi này.